# Andrea Orlandi

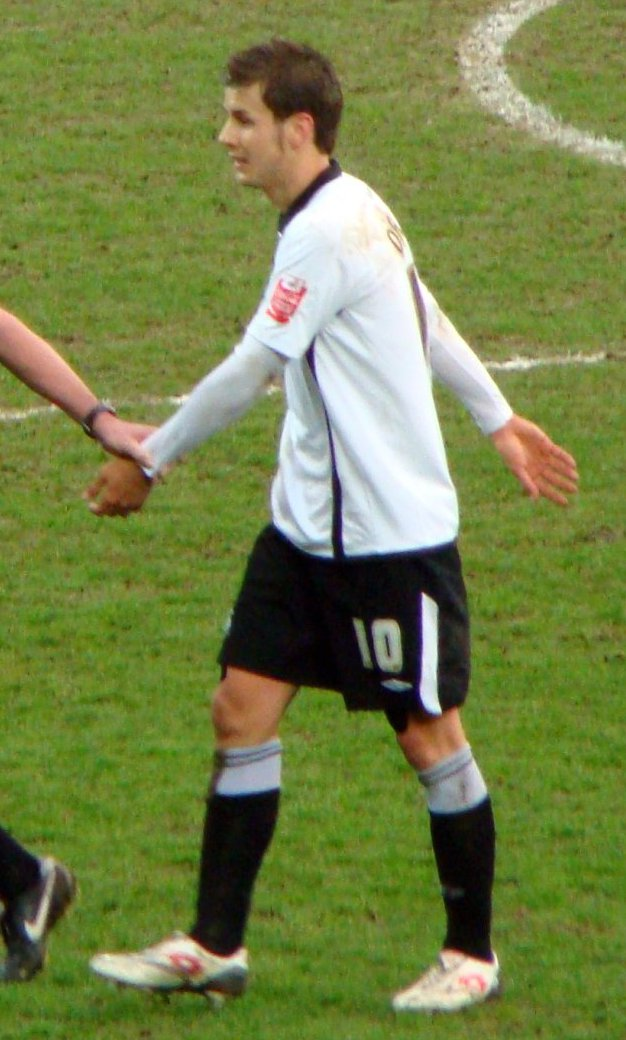

Andrea Orlandi Stabilin (Barcelona, 3 augustus 1984) is een Spaans profvoetballer. Hij speelt sinds 2007 als verdedigende middenvelder bij het Welshe Swansea City AFC.
Hoewel geboren in Barcelona, speelde Orlandi vanaf 2002 in de jeugd van Deportivo Alavés. Na twee seizoenen (2003/2004, 2004/2005) in het B-elftal van de Baskische club te hebben gespeeld, vertrok hij in 2005 voor twee seizoenen op huurbasis naar FC Barcelona B. Op 20 mei 2006 debuteerde Orlandi in het competitieduel tegen Athletic de Bilbao in het eerste elftal van de Catalaanse club. Bij afwezigheid van diverse op het WK 2006 actieve spelers, liet coach Frank Rijkaard hem als linkervleugelverdediger in de basis starten.
Zijn tweede wedstrijd in het eerste elftal speelde Orlandi op 31 mei 2007 in de halve finale van de Copa de Catalunya tegen Gimnàstic de Tarragona. Hij verving in de rust Víctor Vázquez en Orlandi had met assists op Giovanni Dos Santos en Santiago Ezquerro een belangrijke bijdrage in de uiteindelijke 4-3-overwinning. In juli 2007 werd Orlandi gecontracteerd door het Griekse Aris FC, maar eind augustus vertrok hij daar. Swansea City AFC werd zijn nieuwe werkgever. Met die club dwong hij op 30 mei 2011 promotie af naar de Premier League door Reading FC in de finale van de play-offs met 4-2 te verslaan.